# Igreja de Nossa Senhora da Piedade (Santarém)
A Igreja de Nossa Senhora da Piedade, também referida como Convento e Igreja de Nossa Senhora da Piedade, é um templo cristão situado no centro histórico de Santarém, na atual freguesia de União de Freguesias da cidade de Santarém, no local onde antigamente se erguia a Porta de Leiria.
Este templo, característico da transição entre o maneirismo e o barroco, data do século XVII. Em 25 de Janeiro de 1664, o rei D. Afonso VI lançou a sua primeira pedra como sinal de agradecimento pela vitória portuguesa na Batalha do Ameixial.
Esteve integrado no Convento de Nossa Senhora da Piedade até à extinção das ordens religiosas, em 1834.
A Igreja de Nossa Senhora da Piedade está classificada como Imóvel de Interesse Público desde 1934.

## História
A igreja foi mandada edificar em 1664 por iniciativa régia de D. Afonso VI, aquando da reestruturação da área envolvente ao Paço Real, que se erguia no local onde actualmente se situa o Colégio do Seminário. Este rei pretendia agradecer o Milagre de Nossa Senhora da Piedade, ocorrido em 27 de Maio de 1663, e que viria a contribuir, segundo a crença popular e religiosa, para a vitória na Batalha do Ameixial.
No local em que o templo foi erigido existia uma primitiva ermida, a Capela de Nossa Senhora de Guadalupe, fundada em 1611 pelo religioso capucho Afonso da Piedade, que foi integrada no novo edifício, passando a servir como capela-mor. Ainda neste local, situava-se a Porta de Leiria, uma das portas mais importantes da cintura de muralhas da antiga vila, que foi integrada numa das paredes da igreja. As obras do novo templo, que seguiram um projecto traçado pelo arquitecto régio João Nunes Tinoco, só estariam terminadas em 1691, já no reinado de D. Pedro II.
O andamento das obras da igreja foi atribulado, devido a vários contenciosos com os priores da paróquia do Salvador. Por este motivo, a igreja, que havia sido cedida aos frades agostinhos descalços em 1688, para que aqui estabelecessem o seu convento, só foi entregue a estes religiosos sete anos mais tarde, em 1695. A partir de 1688, as obras passaram a ser dirigidas por Roque Monteiro Paim, tendo a cúpula sido desenvolvida segundo o risco do mestre Jácome Mendes. Devido ao arrastar das obras, a cúpula só seria definitivamente fechada em 1721. O órgão data de 1795, tendo sido executado por Joaquim António Peres Fontanes.
Em 1834, a parte conventual do conjunto foi vendida, passando a servir como casas de habitação. A igreja, que seria reaberta ao culto em 1840, acolheu a sede da paróquia do Salvador de 1846 até 1869, quando voltou a ser a capela particular da Irmandade de Nossa Senhora da Piedade.

## Arquitectura e Arte
A igreja é tipicamente maneirista, inscrevendo-se na arquitectura do estilo chão pela sua sobriedade e austeridade, apesar de apresentar vários elementos anunciadores da linguagem artística do barroco.
O edifício, em cruz grega, apresenta um corpo central octogonal, sobrepujado por uma cúpula assente em silharia de pedra rematada com um coruchéu facetado. 
A porta principal é rematada pelo escudo real, enquanto que as laterais são encimadas por dísticos latinos alusivos às lides da Restauração da Independência de Portugal.
No interior, decorado com embutidos de mármore, destaca-se a capela-mor, ornada na boca da tribuna por um painel sobre tela setecentista, A Virgem, o Menino e os Anjos, atribuída a Manuel José Gonçalves. Das paredes laterais pendem duas escurecidas telas do final do século XVII: Deposição no Túmulo e Nossa Senhora da Piedade. Uma pequena escultura de barro, representando o orago, foi colocada no primitivo oratório pelo irmão Afonso da Piedade, em 1611, tendo ainda sido encarnada e pintada nesse mesmo ano, por João da Cunha. A capela-mor, com abóbada de caixotões, localiza-se num dos braços da cruz grega, encostando na estrutura da antiga Porta de Leiria, de que ainda subsistem vestígios por detrás do altar-mor. Os restantes três braços são ocupados, no interior, por capelas em arco de volta perfeita, preenchidas com diversos altares e púlpitos.